# 邱福龍

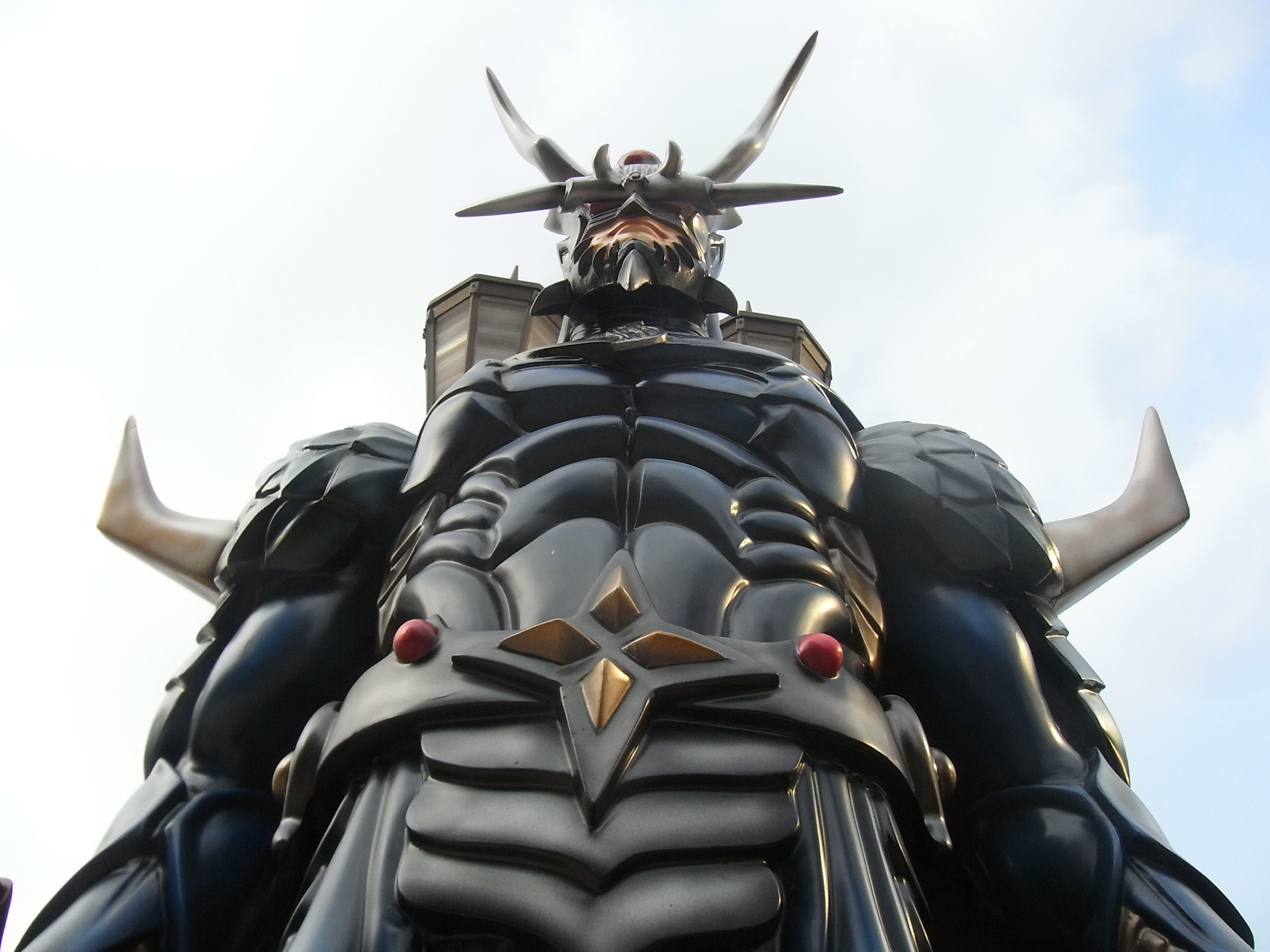
邱福龍

邱 福龍（Khoo Fuk-Lung, James、クー・フクルン、1964年12月21日 - ）は、香港の漫画家。香港の漫画出版社「玉皇朝出版有限公司」所属。
黄玉郎傘下の実力派。主筆（作画監督）としての仕事も多い。

## 代表作
- 龍神（中国語版）
- 小魔神

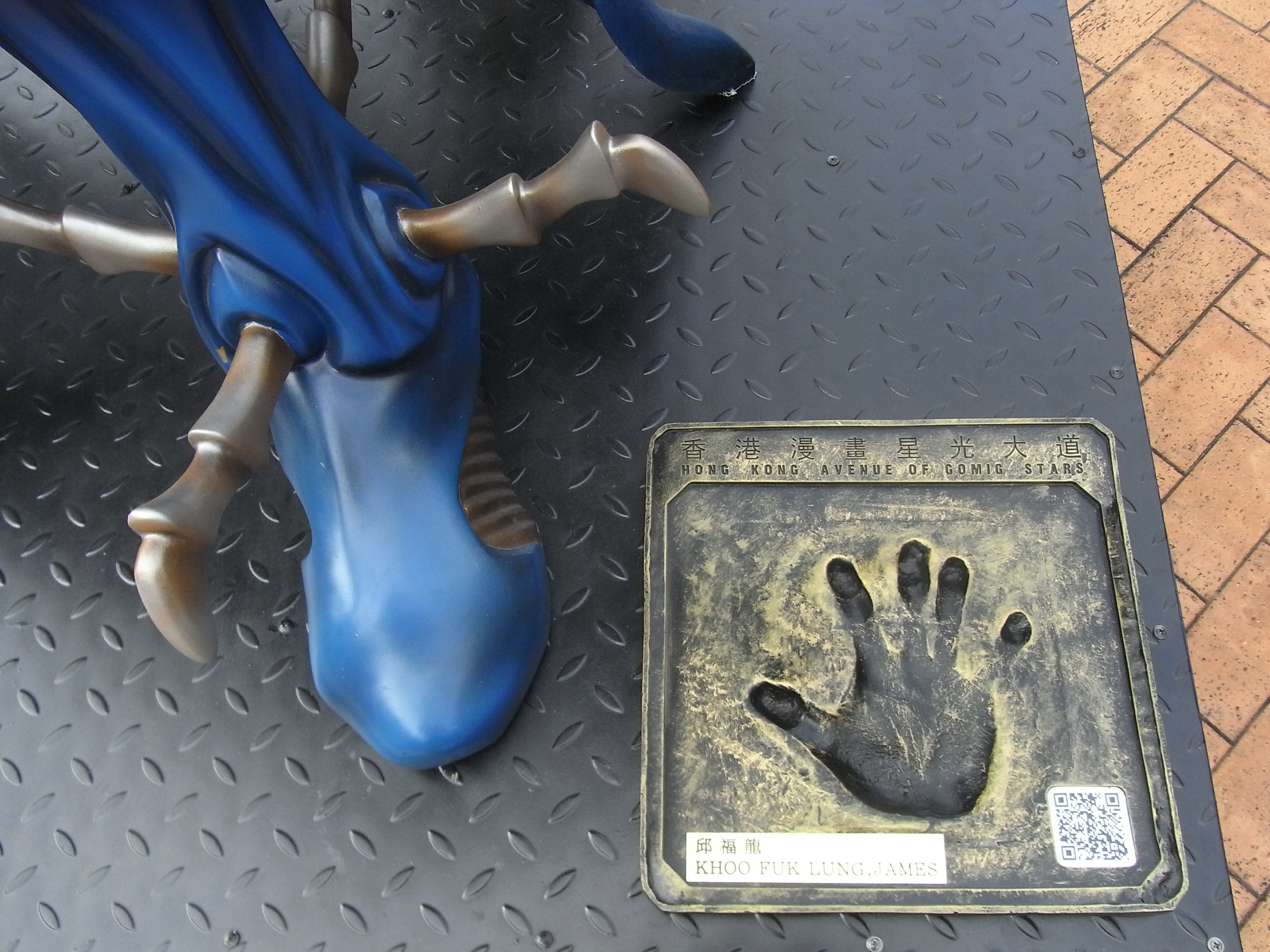
アベニュー・オブ・コミックスターズの手形

- 超人Tiga(漫画版『ウルトラマンティガ』)
- 大聖王（英語版）
- 蝙蝠侠 (Batman hong kong)
- 神兵（中国語版）
- 鐵將縱橫（中国語版）
- 山海逆戰（中国語版）